# Жіноча збірна КНДР з хокею із шайбою
Жіноча збірна КНДР з хокею із шайбою — національна жіноча збірна КНДР, яка представляє свою країну на міжнародних змаганнях з хокею із шайбою. Управління збірною здійснюється Хокейною асоціацією КНДР, яка є членом ІІХФ. У КНДР налічується близько 500 жінок-хокеїсток у 2014 році.

## Результати

### Виступи на чемпіонаті світу з хокею із шайбою
- 1999 – 2 місце (Кваліфікаційний раунд, Група В)
- 2000 – 1 місце (Кваліфікаційний раунд, Група В)
- 2001 – 4 місце (Дивізіон І)
- 2003 – 6 місце (Дивізіон І)
- 2004 – 6 місце (Дивізіон І)
- 2005 – 4 місце (Дивізіон ІІ)
- 2007 – 3 місце (Дивізіон ІІ)
- 2008 – 3 місце (Дивізіон ІІ)
- 2009 – 2 місце (Дивізіон ІІ)
- 2011 – знялась з турніру
- 2012 – 1 місце (Дивізіон ІІА)
- 2013 – 3 місце (Дивізіон ІВ)
- 2014 – 5 місце (Дивізіон ІВ)
- 2015 – 6 місце (Дивізіон ІВ)
- 2016 – 4 місце (Дивізіон ІІА)
- 2017 – 4 місце (Дивізіон ІІА)
- 2018 – 3 місце (Дивізіон ІІА)
- 2019 – 5 місце (Дивізіон ІІА)
- 2024 – 1 місце (Дивізіон ІІВ)
- 2025 – 5 місце (Дивізіон ІІА)

### Виступи на Зимових азійських Іграх
- 2003 – 4 місце
- 2007 – 4 місце
- 2011 – 4 місце

### Азійський Кубок Виклику
- 2010 – 3 місце
- 2014 – 2 місце